# Смирновский (Саратовская область)
Смирновский —поселок в Краснопартизанском районе Саратовской области. Входит в состав сельского поселения Горновское муниципальное образование.

## География
Находится на расстоянии примерно 16 километров по прямой на запад от районного центра поселка Горный. 

## Население
Население составляло 4 человека в 2002 году (100% азербайджанцы),  8 в 2010.